# انجراف جهاز الدوران
انجراف جهاز الدوران
أو انجراف القلب والأوعية الدموية (بالإنجليزية: CVdrift)Cardiovascular drift))‏ هي ظاهرة تظهر فيها بعض الاستجابات من جهاز الدوران، و«الانجراف» أو التغيير يحدث بعد حوالي 10 دقيقة من التدريبات في بيئة دافئة أو معتدلة.
و تتميز بانخفاض في ضغط الدم الشرياني وحجم الضربة (الدقة) وزيادة موازية في معدل ضربات القلب.